# Hathumod
Hathumod (* 840; † 29. November 874 in Gandersheim) war die erste Äbtissin des Stifts Gandersheim.

## Leben
Hathumod war die Tochter des Grafen Liudolf von Sachsen, des Ahnherrn der Liudolfinger, und Odas, der Tochter eines ansonsten unbekannten princeps Billung und der Aeda. Sie erhielt ihre Ausbildung in der 823 zum Reichsstift erhobenen Abtei in Herford und besuchte dort auch die Lateinschule. Nachdem ihr Vater von einer Pilgerreise nach Rom mit den Reliquien der heiligen Päpste Anastasius und Innozenz I. zurückkehrte, die er von Papst Sergius II. für eine Klosterstiftung erhalten hatte, stiftete er 852 ein Frauenstift in Brunshausen, welches 856 nach Gandersheim verlegt wurde.
Hathumod wurde mit 12 Jahren erste Äbtissin des neuen Stifts. Sie legte großen Wert auf die Weitergabe ihrer in Herford erhaltenen humanistischen Ausbildung. Bereits mit 34 Jahren verstarb sie infolge einer nicht näher bekannten Erkrankung, die sie sich bei der Pflege ihrer ebenfalls erkrankten Schwestern zugezogen haben soll. Auf sie folgten ihre Schwestern Gerberga und Christina. Insgesamt traten fünf der Kinder Liudolfs in den Dienst der Kirche.

## Biographische Quelle
Kurz nach ihrem Tode wurde ihre Lebensgeschichte von einem Mönch namens Agius aufgezeichnet. Er gehörte möglicherweise dem nahe gelegenen Kloster Lamspringe an. Meist wird er jedoch als Angehöriger des Klosters Corvey bezeichnet. Die These, dass es sich bei ihm um einen Bruder der Hathumod handelt, gilt als widerlegt.
In dem als Vita et obitus Hathumodae („Leben und Tod der Hathumod“) betitelten Werk zeichnet Agius mit großer Wärme der Empfindung das Bild einer frommen und sanftmütigen Nonne, welche von Kindheit an jeden Prunk und Schmuck verschmäht, alle Entbehrungen gern erträgt und sich mit hingebungsvoller Liebe der Sorge für die ihr anvertraute Abtei widmet. Sie sei ein Opfer ihrer Hingebung geworden, da sie bei der Pflege erkrankter Schwestern selbst von der Krankheit ergriffen wurde und starb.
Mit der Prosa-Biografie hat Agius einen Dialog in elegischem Versmaß verbunden, in welchem er den Nonnen des Klosters gegenüber Trostgründe entwickelt, welche er ihnen zuvor schon mündlich vorgebracht hatte.